# Macrothele holsti
Macrothele holsti är en spindelart som beskrevs av Pocock 1901. Macrothele holsti ingår i släktet Macrothele och familjen Hexathelidae.
Artens utbredningsområde är Taiwan. Inga underarter finns listade i Catalogue of Life.